# Vogel (Adelsgeschlecht)

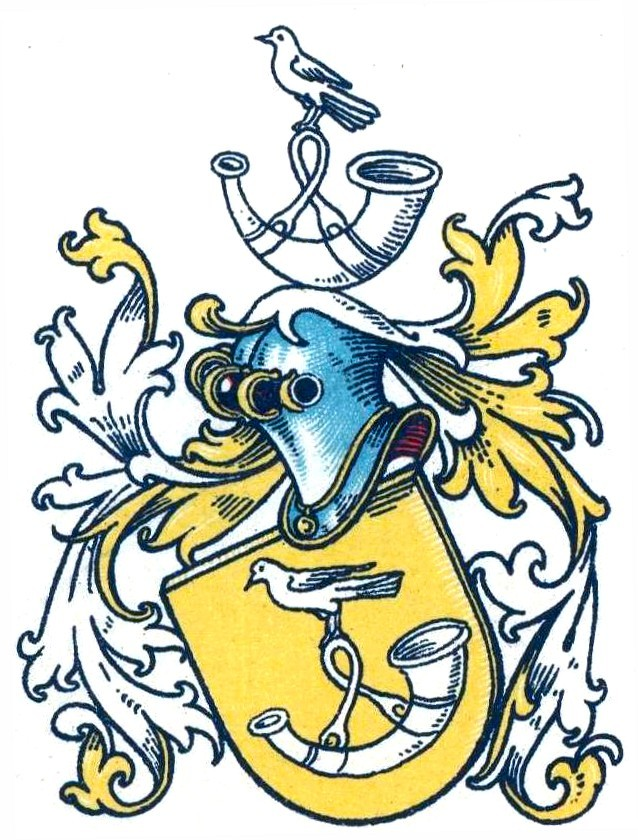
Wappen derer von Vogel im Wappenbuch des Westfälischen Adels

Vogel ist der Name eines erloschenen westfälischen Adelsgeschlechts.

## Geschichte
Das Geschlecht stammt aus der Grafschaft Mark. Später kam das Geschlecht auch an Besitzungen in Pommern. Dorothea Caroline von Vogel, verehelichte von Blankenburg, besaß ab 1798 und noch 1804 das Rittergut Rottenow im Kreis Greifenberg. In der zweiten Hälfte des 18. und zu Anfang des 19. Jahrhunderts waren mehrere Mitglieder der Familie in Preußischen Militärdiensten.
Das letzte Familienmitglied starb 1882 in Kamen.

## Wappen
Blasonierung: In Gold ein querliegendes silbernes Jagdhorn mit Band, auf dessen Schleife oben ein silberner Vogel sitzt. Auf dem Helm das Jagdhorn mit dem Vogel. Die Helmdecken sind silbern-golden.
Mülverstedt berichtet abweichend, dass der Schild silbern, das Jagdhorn und der Vogel schwarz sowie die Decken entsprechend schwarz-silbern waren.